# مالانغاوا
مالانغاوا هي مدينة من مدن نيبال. يبلغ عدد سكانها 25,102 نسمة وذلك حسب إحصائيات سنة 2011. يبلغ ارتفاع المدينة عن سطح البحر قرابة 79 متر.

## أعلام
- عبد الرحيم ميكراني